# The Five Ages of the Universe
The Five Ages of the Universe (en español: Las cinco edades del universo) es un libro de divulgación científica escrito por el profesor Fred Adams y el profesor Gregory P. Laughlin sobre el futuro de un universo en expansión publicado por primera vez en 1999.